# Licinius
Valerius Licinianus Licinius (ca. 265 - lente 325) was een Romeins keizer van 11 november 308 tot 19 september 324.

## Biografie
Licinius kwam uit een boerenfamilie uit Dacia. Hij was krijgsmakker en goede vriend van keizer Galerius. Zo ging hij in 297 met hem op expeditie tegen de Perzen. Na de dood van Severus II, die door Galerius naar het westen was gestuurd om een opstand van Maxentius neer te slaan, maar daar sneuvelde in de strijd, werd Licinius zijn officiële opvolger op 11 november 308. Zijn gebieden bestonden uit Thracië, Pannonia en Illyricum.
Licinius was dan wel benoemd om af te rekenen met Maxentius, maar bemoeide zich (wijselijk) niet met hem. Zijn eerste overwinning was dan ook pas in de lente van 310, toen hij de Sarmaten versloeg.
Na de dood van Galerius in 311 verdeelden Licinius en Maximinus II Daia zijn gebieden. Maximinus koesterde wrok jegens Licinius, omdat hij, in tegenstelling tot Licinius, nooit officieel tot keizer was benoemd. Het kwam echter niet tot oorlog, en de grens van de gebieden van beide keizers zou de Bosporus worden.
Op 28 oktober 312 versloeg Constantijn de Grote, die samen met Licinius tot keizer was benoemd, de usurpator Maxentius. Hierna trok Licinius naar Milaan, en trouwde daar Constantijns zuster, Constantia. Ze kregen een zoon, Valerius Licinianus Licinius. Beide keizers tekenden ook het Edict van Milaan, dat geloofsvrijheid aan christenen schonk.
Maximinus II Daia was kwaad op Licinius, omdat hij zich verbonden had met Constantijn en zo Maximinus' bondgenoot Maxentius uitschakelde. Maximinus stuurde zijn troepen meteen de Bosporus over, en nam in april 313 na 11 dagen belegeren de stad Byzantium in. Op 30 april werd Maximinus echter verslagen door Licinius in de Slag bij Adrianopel, en kort erna nog eens, nu definitief. Maximinus stierf niet veel later.

## Burgeroorlogen tussen Licinius en Constantijn
Constantijn en Licinius waren nu dan wel familie, maar beiden aasden op alleenheerschappij. De precieze aanleiding is niet bekend, maar op 8 oktober 314 kwam het tot een gevecht tussen troepen van beide keizers. Constantijn won de slag, maar het was een pyrrusoverwinning. Beide legers waren uitgeput, en na de slag werd er een soort staakt-het-vuren gesloten.
In de jaren van de wapenstilstand bemoeiden beide keizers zich niet met elkaar. Constantijn, wiens hoofdstad Trier was, was bezig met veldtochten tegen de Germanen, terwijl Licinius, die in Sirmium zat, tegen de Goten streed. Beiden legden zich toe op mogelijk hun voornaamste bezigheid: het opbouwen van een leger om de ander te kunnen verslaan.
Begin 317 was het weer raak: de legers van Constantijn en Licinius waren weer in gevecht, en Constantijn won opnieuw. Licinius mocht keizer blijven, maar moest zijn zojuist benoemde medekeizer Valens executeren.
Na zijn nederlaag tegen Constantijn vaardigde Licinius een aantal wetten uit om het christenen moeilijk te maken. De meest waarschijnlijke reden hiervoor is het op stang jagen van Constantijn, die zelf christen was. In 321 brak de tweede burgeroorlog dan ook uit tussen de keizers. Licinius leed vanaf 3 maart 324 nederlagen op 3 juli 324 in de Slag bij Adrianopel, later in juli 324 in de Slag bij de Hellespont, en zijn laatste en definitieve nederlaag op 18 september in de Slag bij Chrysopolis waarna hij de volgende dag werd gedwongen af te treden, net als een nieuwe medekeizer, Martinianus. Beiden werden door Constantijn ter dood veroordeeld en een half jaar later geëxecuteerd.